# Gumista
Die Gumista (georgisch: გუმისთა, abchasisch: Гәымсҭа) ist ein 12 km langer Fluss in der zu Georgien gehörenden abtrünnigen autonomen Republik Abchasien. Die Gumista entsteht 9,5 km nördlich von Sochumi am Zusammenfluss der Östlichen und Westlichen Gumista. Der Fluss wird durch Schmelzwasser, Regen und Grundwasser gespeist. Die Gumista fließt in überwiegend südsüdwestlicher Richtung und mündet am westlichen Stadtrand von Sochumi in das Schwarze Meer. Das Einzugsgebiet beträgt etwa 576 Quadratkilometer. Der mittlere Abfluss (MQ) der Gumista beträgt 30 Kubikmeter in der Sekunde.